# スグリ属
スグリ属（スグリぞく、学名：Ribes L.、和名漢字表記：酸塊属）はスグリ科に分類される属の一つ。APG植物分類体系ではスグリ属だけをスグリ科として扱う。

## 特徴
落葉または常緑の低木、まれに高木で、葉は互生し、掌状に浅・中裂する。枝に刺のあるものが多い。花は5まれに4数性で、多くは総状花序につくが、ときに束状、単生する場合もある。子房は下位で、果実は液果で小さい種子を多数含む。

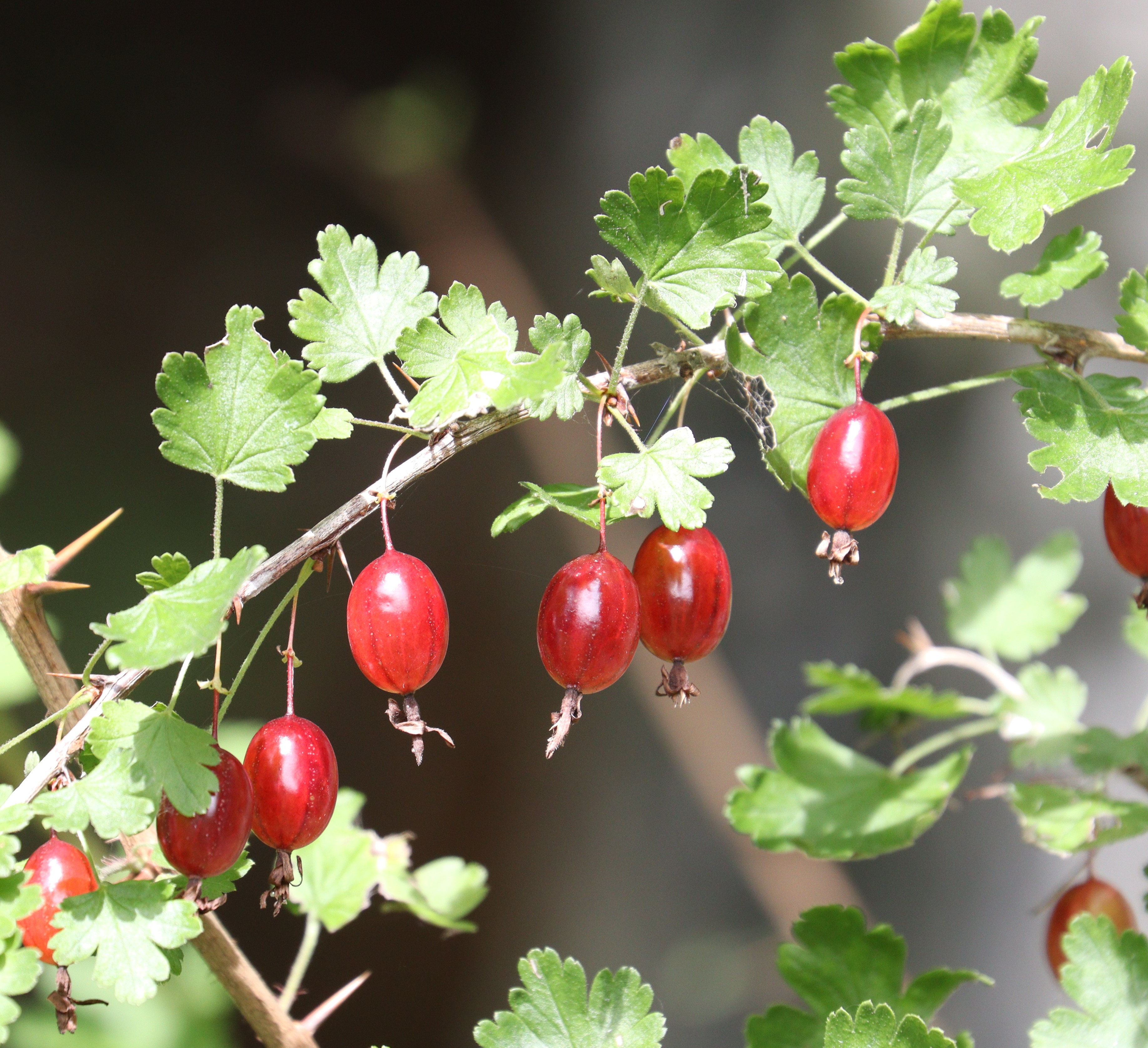
スグリの液果

## 分布
150種ほどが主に北半球の温帯から亜寒帯に分布するが、一部は南半球にも分布する。日本には9種が自生し、数種が栽培されている。
7亜属に分けられ、セイヨウスグリなどの属するスグリ亜属 Subgen. Grossularia を別属として分ける考えも一部にある。

## 利用
世界では、多くの種類が果物としてそのまま、またはジャムやシロップなどに加工して利用される。アントシアンなどのポリフェノールが多いので健康食品の材料にも使用される。
スグリ属はマツ属樹木に枝枯れ等の被害を与えるさび病の中間宿主となることがある。特にアメリカではアジアから侵入したCronatrium ribicolaが引き起こす五葉マツ類発疹さび病（英名：White Pine Blister Rust）が現地の抵抗性のないマツ類を枝枯れに留まらず枯死にまで追い込む壊滅的被害を与えているために、現在でも東部の州を中心にスグリの栽培を禁止している自治体がある。

## 種

### 日本の種
- ヤブサンザシ Ribes fasciculatum Siebold et Zucc.
- ザリコミ Ribes maximowiczianum Kom.
- ヤシャビシャク Ribes ambiguum Maxim.
夜叉柄杓
- コマガタケスグリ Ribes japonicum Maxim.
- トガスグリ Ribes sachalinense (F.Schmidt) Nakai
- トカチスグリ Ribes triste Pall.
- エゾスグリ Ribes latifolium Jancz.
- クロミノハスグリ Ribes horridum Rupr. ex Maxim.
- スグリ Ribes sinanense F.Maek.

### その他の種
- クロスグリ Ribes nigrum L.
- アメリカフサスグリ Ribes americanum Mill.
- フサスグリ（アカスグリ） Ribes rubrum L.
- マルスグリ（セイヨウスグリ）Ribes uva-crispa L.

## ギャラリー

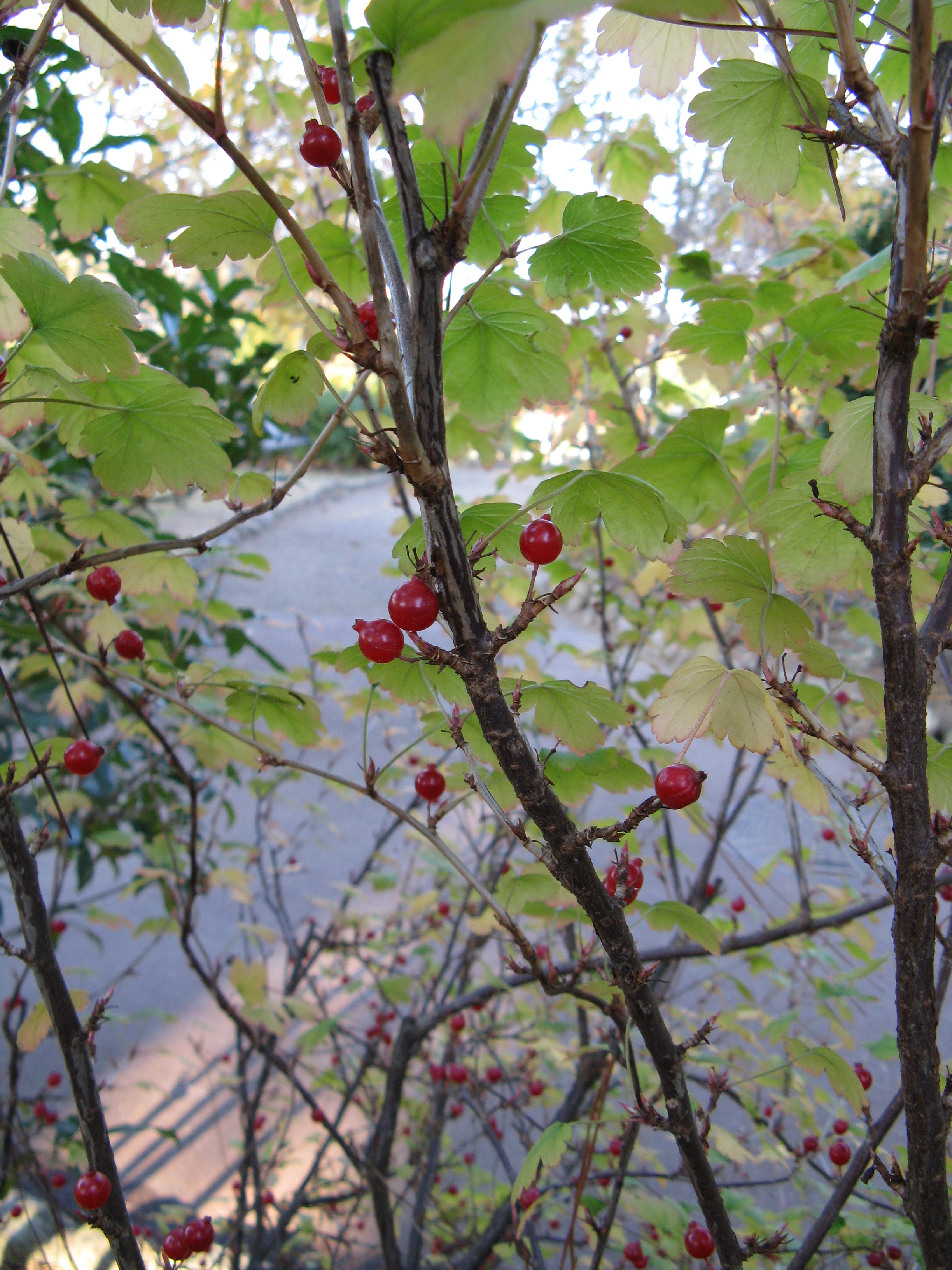
ヤブサンザシ
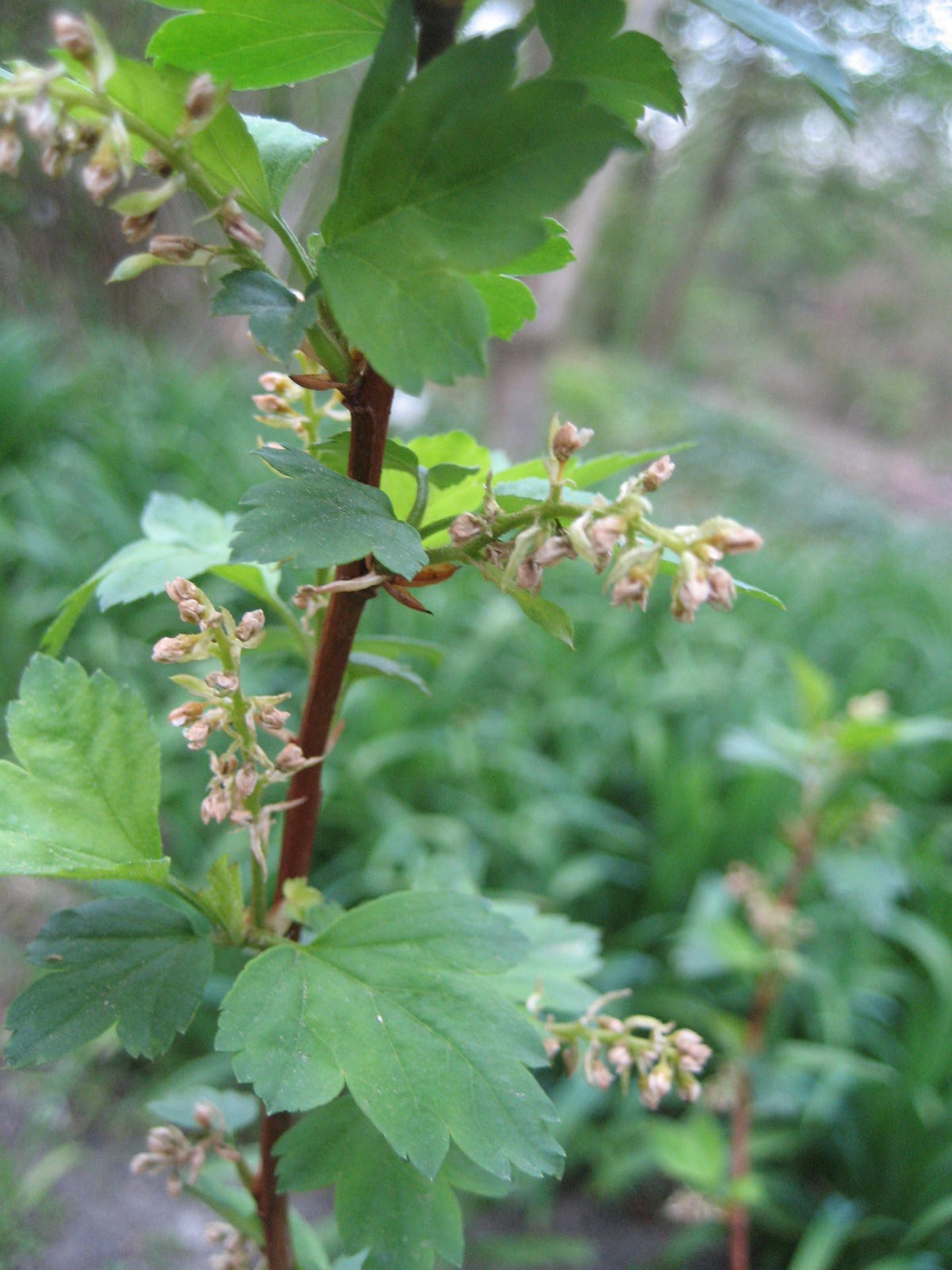
ザリコミ
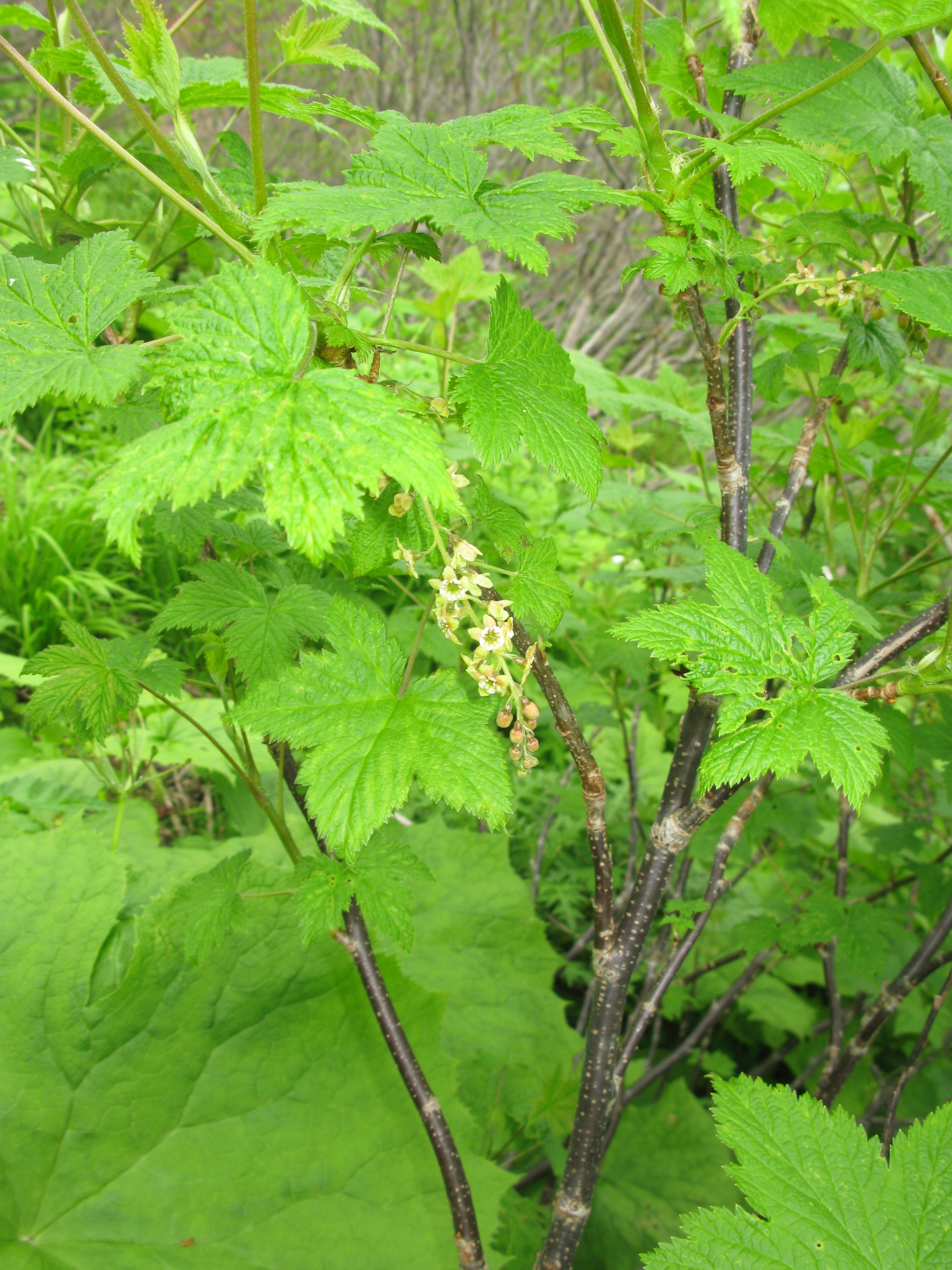
コマガタケスグリ
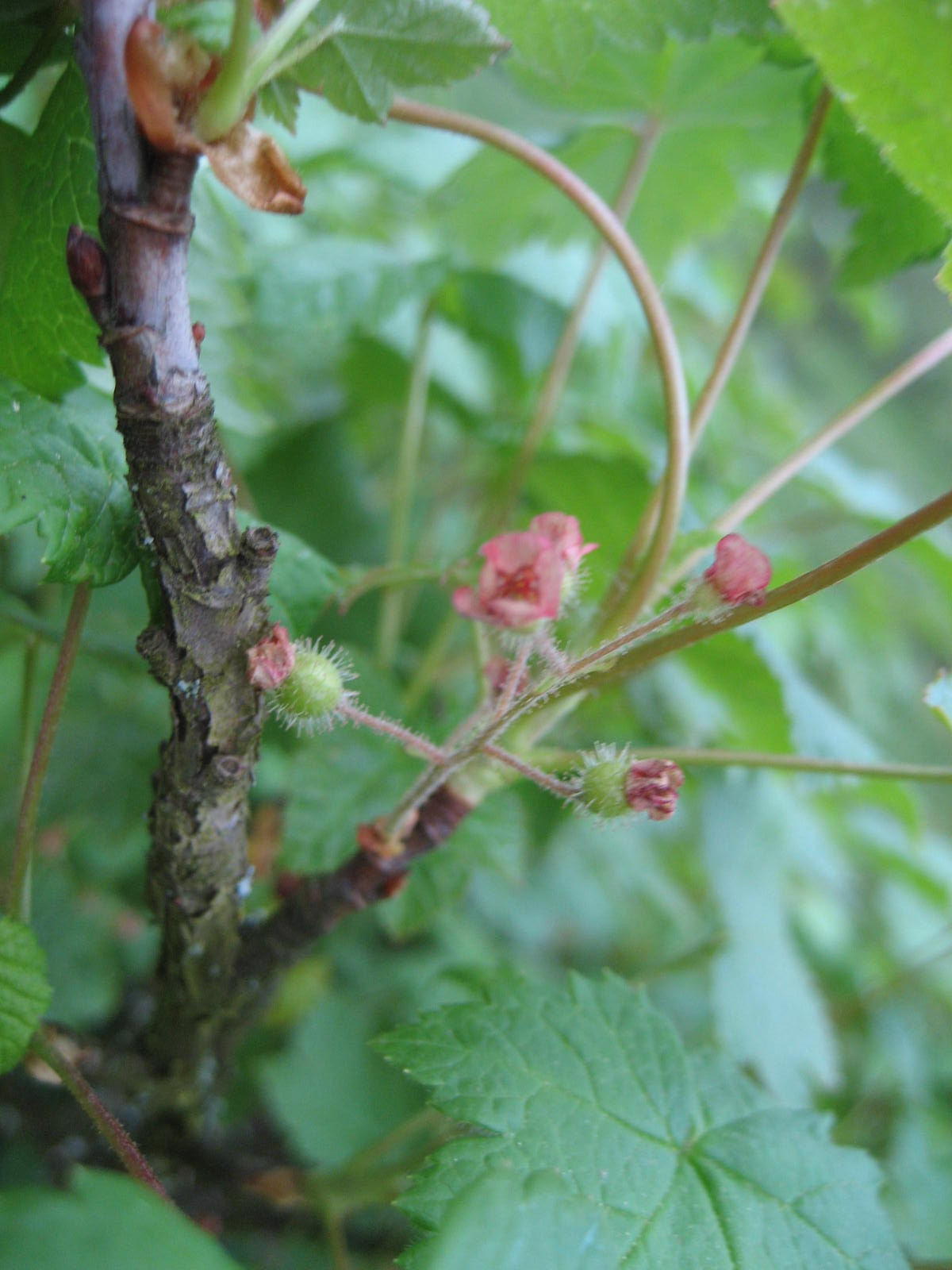
トガスグリ
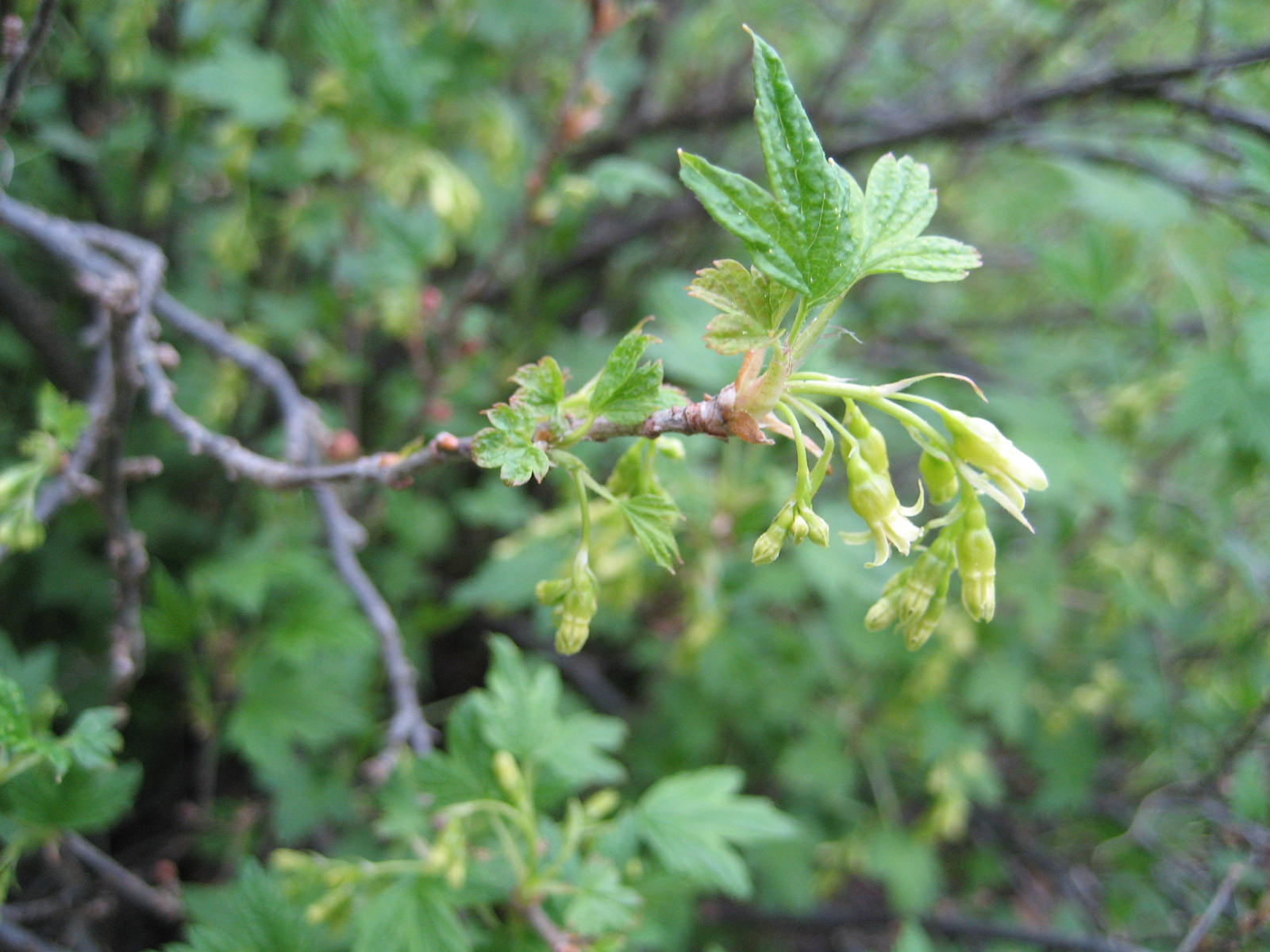
アメリカフサスグリ
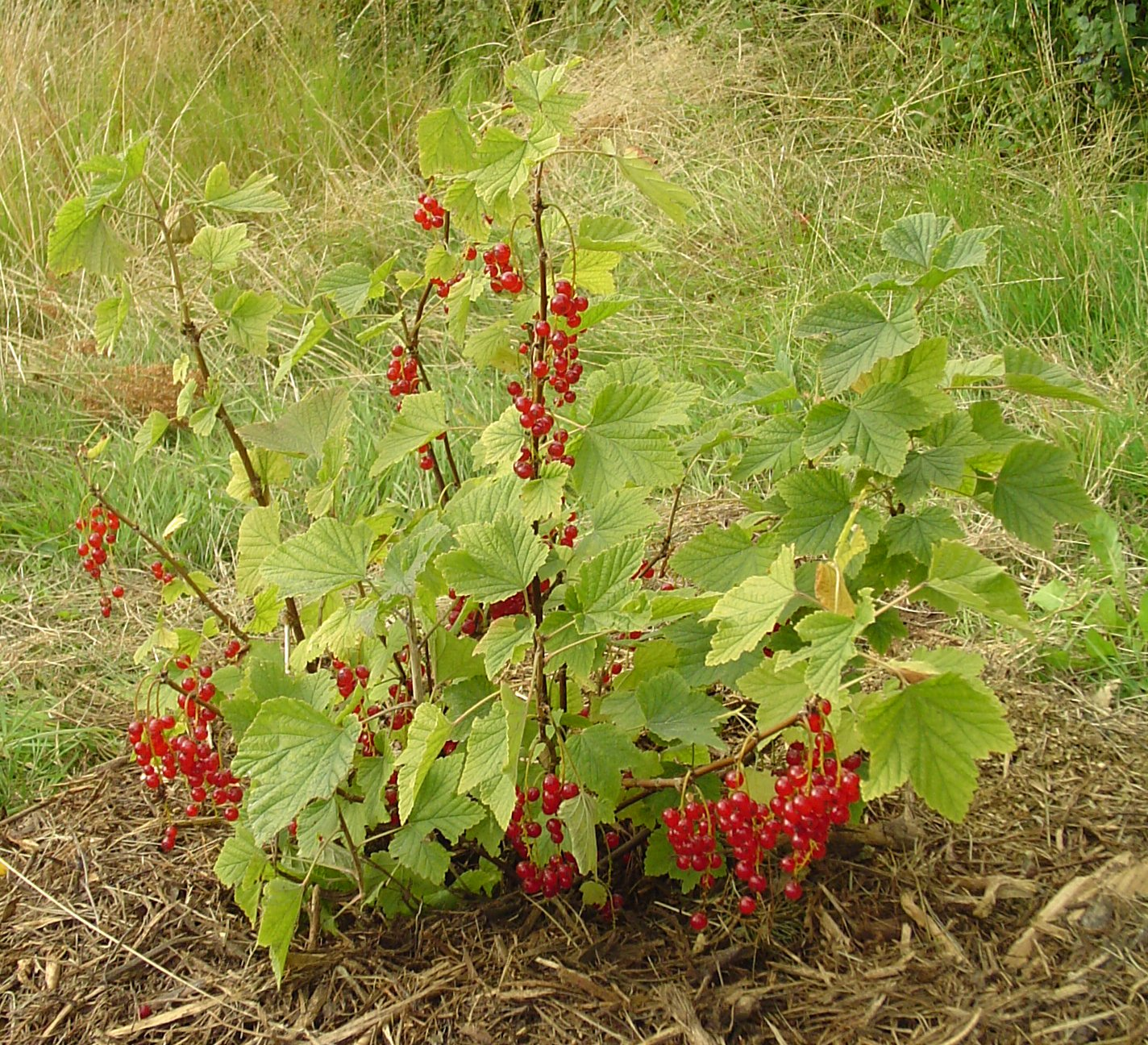
フサスグリ（アカスグリ）
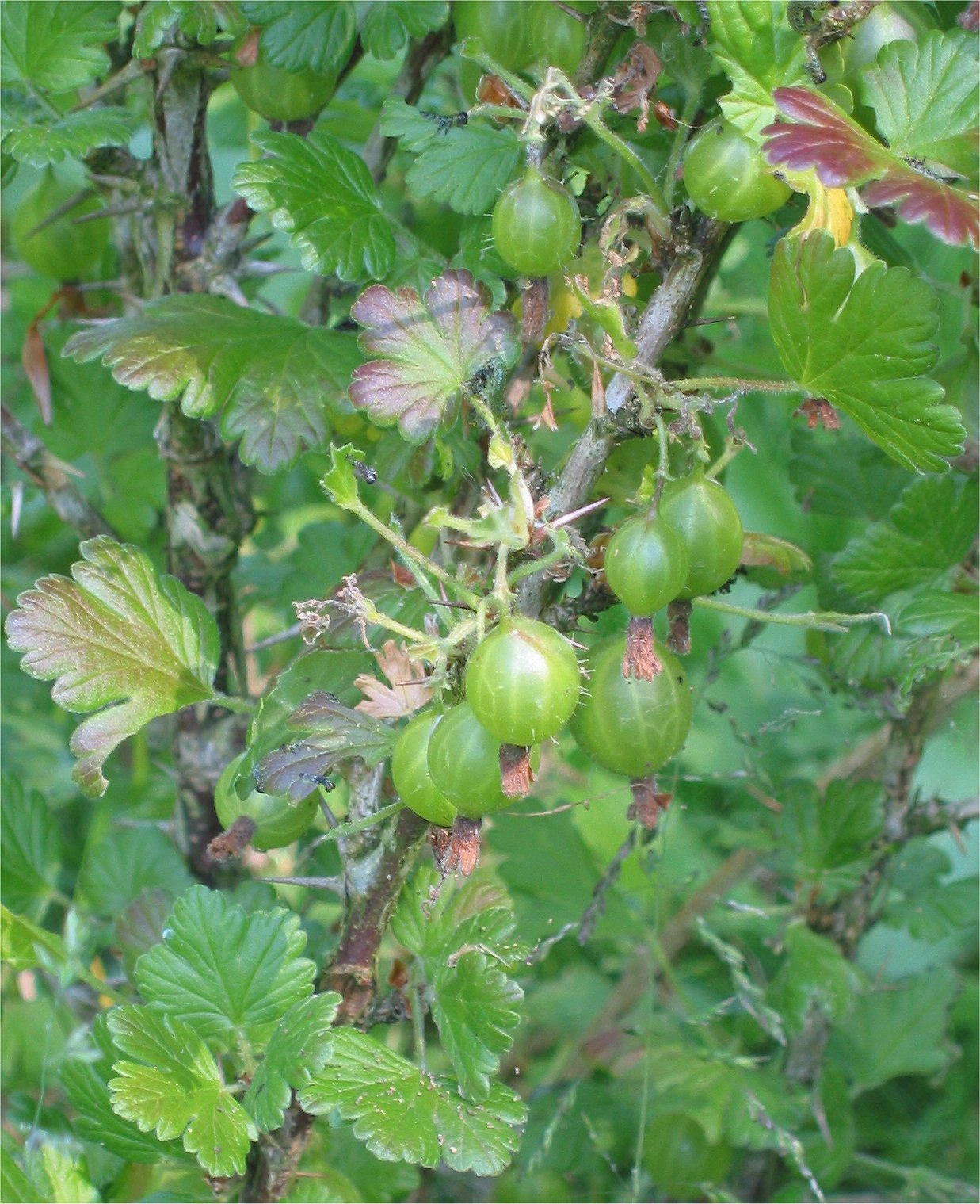
マルスグリ（セイヨウスグリ）

## 語源
Ribesという学名は、ペルシャ語やアラビア語で「酸味のある」という意味のribasに由来している。